# ブラスター (FLOWの曲)
「ブラスター」は、FLOWのメジャー1枚目、通算5枚目のシングル。

## 解説
- メジャーデビューシングルで、「メロス」より約2ヶ月ぶりのリリース。
- 発売当時、ソニー・ミュージックエンタテインメントが推進していたレーベルゲートCD2での発売であった。のちにLGCD2は廃止され、それに伴いCD-DA盤が再発された。
- 初回特典としてオリジナルステッカーが封入された。
- キャッチコピーは、『FLOWの夏到来！メジャー第1弾シングル！』

## 収録曲
全曲、作曲：TAKE　編曲：FLOW
1. ブラスター (3:24)
作詞：FLOW
  - オムニバスアルバム『FINE』に収録されている「BLUSTER」を再構築したもの。歌詞は大幅に変更されている。[1]
  - テレビ朝日サマーリゾートキャンペーンソング[2]
  - 夏をイメージした曲となっているが、PVは雨上がりの曇天のなかでの撮影だったというエピソードがある[3]。また、このPVには木村了が出演しており、木村にとっては俳優デビュー作となった。
2. ノスタルジア (4:24)
作詞：KOHSHI,KEIGO
3. From 9 to 0 (1:57)
  - インスト曲。EXTRA TRACKとして収録[4]。

## 収録アルバム
オリジナル
- 『GAME』（#1、#2）

ベスト
- 『FLOW THE BEST』（#1）
- 『カップリングコレクション』（#2）